# Olympische Winterspiele 2022/Freestyle-Skiing – Slopestyle (Frauen)
Der Slopestyle-Wettkampf der Frauen im Freestyle-Skiing bei den Olympischen Winterspielen 2022 wurde vom 14. bis 15. Februar im Genting Skiresort ausgetragen werden. Wegen starkem Schneefall und schlechter Sichtverhältnisse wurden die Qualifikation und das Finale um jeweils einen Tag verschoben, ursprünglich sollten sie am 13. und 14. Februar stattfinden.

## Ergebnisse

### Qualifikation
Ursprünglich geplant: 13. Februar, 10:00 Uhr (Ortszeit), 3:00 Uhr (MEZ)
Neuer Termin: 14. Februar, 10:00 Uhr (Ortszeit), 3:00 Uhr (MEZ)
Die besten 12 Athletinnen qualifizieren sich für das Finale.
| Rang | Athletin             | Nation             | 1. Lauf | 2. Lauf | Bester Lauf | Anm. |
| ---- | -------------------- | ------------------ | ------- | ------- | ----------- | ---- |
| 1    | Kelly Sildaru        | Estland            | 80,96   | 86,15   | 86,15       | Q    |
| 2    | Johanne Killi        | Norwegen           | 81,48   | 86,00   | 86,00       | Q    |
| 3    | Eileen Gu            | China              | 57,28   | 79,38   | 79,38       | Q    |
| 4    | Maggie Voisin        | Vereinigte Staaten | 72,78   | 65,93   | 72,78       | Q    |
| 5    | Anastassija Tatalina | ROC                | 63,85   | 72,03   | 72,03       | Q    |
| 6    | Kirsty Muir          | Großbritannien     | 70,11   | 63,91   | 70,11       | Q    |
| 7    | Marin Hamill         | Vereinigte Staaten | 69,43   | 37,36   | 69,43       | Q    |
| 8    | Silvia Bertagna      | Italien            | 65,25   | 68,90   | 68,90       | Q    |
| 9    | Tess Ledeux          | Frankreich         | 22,13   | 68,13   | 68,13       | Q    |
| 10   | Katie Summerhayes    | Großbritannien     | 66,56   | 59,11   | 66,56       | Q    |
| 11   | Olivia Asselin       | Kanada             | 64,68   | 6,75    | 64,68       | Q    |
| 12   | Mathilde Gremaud     | Schweiz            | 39,41   | 63,46   | 63,46       | Q    |
| 13   | Megan Oldham         | Kanada             | 6,45    | 63,10   | 63,10       |      |
| 14   | Lara Wolf            | Österreich         | 62,56   | 24,38   | 62,56       |      |
| 15   | Anni Kärävä          | Finnland           | 55,80   | 61,73   | 61,73       |      |
| 16   | Margaux Hackett      | Neuseeland         | 54,93   | 37,28   | 54,93       |      |
| 17   | Alia Delia Eichinger | Deutschland        | 26,45   | 50,68   | 50,68       |      |
| 18   | Darian Stevens       | Vereinigte Staaten | 6,18    | 50,01   | 50,01       |      |
| 19   | Sandra Eie           | Norwegen           | 49,08   | 31,31   | 49,08       |      |
| 20   | Sarah Höfflin        | Schweiz            | 35,38   | 48,96   | 48,96       |      |
| 21   | Xenija Orlowa        | ROC                | 45,31   | 32,20   | 45,31       |      |
| 22   | Dominique Ohaco      | Chile              | 17,28   | 44,85   | 44,85       |      |
| 23   | Yang Shuorui         | China              | 18,46   | 39,05   | 39,05       |      |
| 24   | Elisa Maria Nakab    | Italien            | 8,60    | 32,70   | 32,70       |      |
| 25   | Laura Wallner        | Österreich         | 30,36   | 30,70   | 30,70       |      |
| 26   | Abi Harrigan         | Australien         | 16,10   | 26,31   | 26,31       |      |

### Finale
Ursprünglich geplant: 14. Februar, 9:30 Uhr (Ortszeit), 2:30 Uhr (MEZ)
Neuer Termin: 15. Februar, 9:30 Uhr (Ortszeit), 2:30 Uhr (MEZ)
| Rang | Athletin             | Nation             | 1. Lauf | 2. Lauf | 3. Lauf | Bester Lauf |
| ---- | -------------------- | ------------------ | ------- | ------- | ------- | ----------- |
| 1    | Mathilde Gremaud     | Schweiz            | 1,10    | 86,56   | 46,96   | 86,56       |
| 2    | Eileen Gu            | China              | 69,90   | 16,98   | 86,23   | 86,23       |
| 3    | Kelly Sildaru        | Estland            | 82,06   | 46,71   | 78,75   | 82,06       |
| 4    | Anastassija Tatalina | ROC                | 39,38   | 74,16   | 75,51   | 75,51       |
| 5    | Maggie Voisin        | Vereinigte Staaten | 35,48   | 74,28   | 66,03   | 74,28       |
| 6    | Johanne Killi        | Norwegen           | 24,86   | 73,11   | 71,78   | 73,11       |
| 7    | Tess Ledeux          | Frankreich         | 72,91   | 23,08   | 28,81   | 72,91       |
| 8    | Kirsty Muir          | Großbritannien     | 41,86   | 71,30   | 69,21   | 71,30       |
| 9    | Katie Summerhayes    | Großbritannien     | 60,01   | 64,75   | 23,31   | 64,75       |
| 10   | Silvia Bertagna      | Italien            | 48,50   | 61,85   | 7,83    | 61,85       |
| 11   | Olivia Asselin       | Kanada             | 16,83   | DNS     | DNS     | 16,83       |
|      | Marin Hamill         | Vereinigte Staaten | DNS     | DNS     | DNS     | DNS         |